# Кремез (футбольний клуб)
«Кремез» — український футбольний клуб із Кременчука.

## Історія
Команда була створена в 2000 році за ініціативи директора Кременчуцького міськмолокозаводу Володимира Попова, який і став президентом клубу. Командою керував Станіслав Турченко, а в її лавах були його вихованці, які до цього виступали у першості України серед дитячих команд.
2000 року команда стартувала в Чемпіонаті України серед аматорів, але не дуже вдало, посівши останнє місце у своїй групі, після чого керівництво клубу вирішило змінити склад та тренерський штаб. Керувати командою було довірено Анатолію Скурському та Ігорю Гуменюку. Але й у них не вийшло досягти з командою позитивних результатів: в чемпіонаті 2002 року на другому етапі «Кремез» посів останнє місце в групі.
Також команда виступала в Чемпіонаті й Кубку Полтавської області, ставши бронзовим призером у чемпіонаті 2000-01 років, срібним у чемпіонатах 2001-02 й 2002-03 років та фіналістом кубка 2002-03 років.
У 2003 році, після того, як Володимир Попов змінив місце роботи й покинув Кременчук, команда була розформована. Юридично клуб припинив існування у 2008 році.

## Досягнення
Чемпіонат Полтавської області
- Срібний призер (2): 2001-02, 2002-03
- Бронзовий призер (1): 2000-01

Кубок Полтавської області
- Фіналіст (1): 2002-03